# فرانکلین تویست
فرانکلین تویست (انگلیسی: Franklin Twist؛ زادهٔ ۲ نوامبر ۱۹۴۰) بازیکن فوتبال انگلیسی است که در لیگ فوتبال برای باشگاه فوتبال ترانمره راورز بازی کرد.
از باشگاه‌هایی که در آن بازی کرده‌است می‌توان به باشگاه فوتبال بری، باشگاه فوتبال لیورپول، و باشگاه فوتبال پرسکوت کابلس اشاره کرد.